# Minoru Iizuka
Minoru Iizuka (jap. 飯塚実 Iizuka Minoru; ur. 6 lutego 1933 w prefekturze Niigata, zm. 29 maja 2022 w Niigacie) – japoński zapaśnik walczący w stylu wolnym. Olimpijczyk z Melbourne 1956, gdzie zajął piąte miejsce w kategorii 57 kg.
Mistrz igrzysk azjatyckich w 1954 i 1958 roku.